# Universidad Nacional de San Antonio Abad del Cusco
La Universidad Nacional de San Antonio Abad del Cusco (UNSAAC) (en quechua: Mama Llaqtap San Antonio Abad Yachay Sunturnin) es una universidad pública peruana, que se encuentra ubicada en la ciudad de Cuzco, capital de la provincia y departamento del mismo nombre. Es, también, la cuarta universidad más antigua del Perú y la quinta más antigua de América Latina.
La universidad tiene varias filiales en otras ciudades del Perú, así como una gran cantidad de facultades.

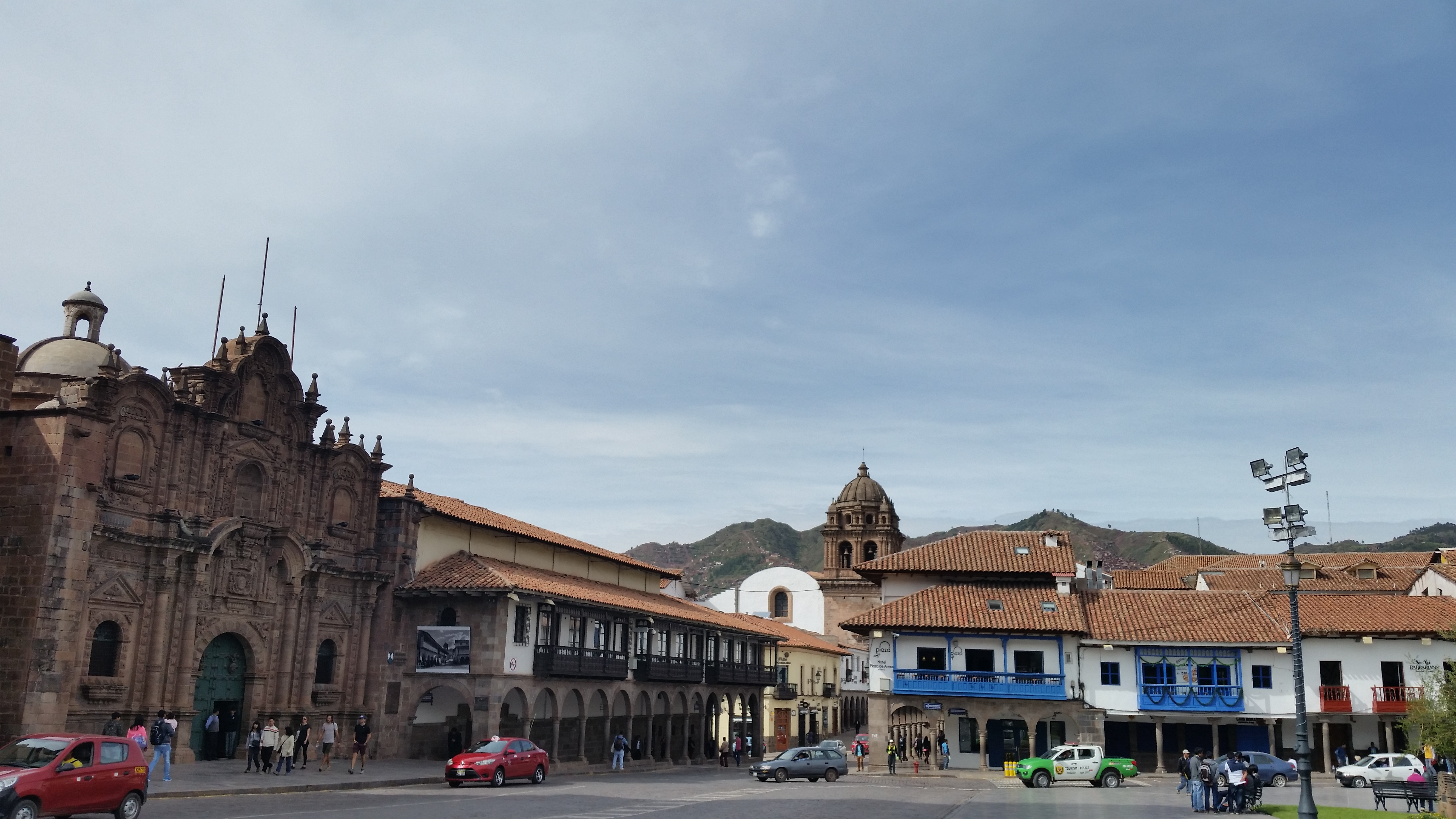
Vista del antiguo local de la UNSAAC (izq.) en la Plaza de Armas del Cusco.

## Historia

### Etapa virreinal
Ante la rivalidad existente entre los estudiantes de los colegios San Antonio Abad y San Bernardo, los obispos del Cusco Pedro de Ortega Sotomayor y Manuel de Mollinedo y Angulo iniciaron gestiones ante los Virreyes del Perú para que se solicite al Consejo de Indias que, en virtud de lo resuelto por el Concilio de Trento, fuera creada una universidad en el Seminario de San Antonio Abad. Basaban su pedido en el hecho de que los estudiantes antonianos, provenientes de familias modestas, eran objeto de gran oposición cuando pretendían continuar sus estudios en el Colegio de San Bernardo o la Universidad de San Ignacio de Loyola.
Así el 1 de marzo de 1692 se creó la universidad con el nombre de Universidad Regia y Pontificia del Colegio Seminario de San Antonio Abad del Cuzco según breve de elección del papa Inocencio XII Aeternae Sapientiae, dado en Roma, Santa María La Mayor, autorizándole otorgar grados de bachiller, licenciado, maestro y doctor. El documento papal fue ratificado por el rey Carlos II, mediante Real Cédula denominada execuátur, dada en Madrid el 1 de junio de 1692. 
En 1695, la Real Universidad de San Ignacio de Loyola se opuso ante la Real Audiencia de Lima y el 9 de julio de 1696, el Virrey del Perú Melchor Portocarrero Lasso de la Vega, Tercer Conde de la Monclova, presidente de la Real Audiencia resolvió en favor del colegio antoniano. El 19 del mismo mes, el virrey expidió provisión ratificando el decreto. Dicha provisión llegó al Cusco el 4 de agosto y se publicó el 30 de octubre de 1696 festejándose su instalación con repique de campanas y procesión. el 5 de noviembre de 1696 se dio inicio al año académico actuando como rector Juan de Cárdenas y Céspedes y otorgándose los grados a los señores Francisco Xavier Gonzáles de la Guerra a quien se le confirmó el grado de Bachiller y de Maestro en Filosofía y a Pedro de Oyardo, párroco de la Iglesia de San Cristóbal quien fue confirmado como Licenciado y Doctor en Teología.
En sus primeros años se mantuvo la gran rivalidad entre los estudiantes de la universidad San Antonio Abad y la universidad San Ignacio de Loyola debido a que los estudiantes antonianos provenían de familias modestas de la ciudad a diferencia de los estudiantes de los colegios jesuitas. Angles Vargas cita al historiador Horacio Villanueva Urteaga al señalar que esta rivalidad era una especie de enfrentamiento entre españoles y criollos que estudiaban en el Colegio de San Bernardo contra mestizos e indios que lo hacían en San Antonio Abad. Adicionalmente, en San Antonio se estudiaban las doctrinas de Santo Tomas de Aquino en oposición a las seculares y rivales del franciscano Duns Scoto.
Tras la expulsión de los jesuitas en 1767, la Junta de Temporalidades de Lima en acuerdo del 27 de febrero de 1772 resolvió dar por oficialmente extinguida la Universidad de San Ignacio de Loyola. En 1786, durante el gobierno del Virrey Teodoro de Croix la Junta de Temporalidades decidió que el Colegio de la Transfiguración, local de la cerrada universidad jesuita, así como su librería fueran entregadas en partes iguales al Colegio de San Bernardo y al Seminario de San Antonio Abad.

### Etapa republicana
Durante el periodo de emancipación la universidad vivió un periodo de represión, sobre todo luego de la sofocación del movimiento revolucionario de los hermanos Angulo y el brigadier Pumacahua. Mediante Real Cédula del 28 de marzo de 1816 se suprimió la facultad de conferir grados y de enseñar leyes y cánones. Luego de la independencia, durante la estadía de Simón Bolívar en el Cuzco, se fundó el Colegio de Ciencias y Artes y, hasta que entrara en funcionamiento, se restituyó a la universidad la facultad de otorgar grados y de enseñar leyes y cánones. En la idea del militar, el Colegio de Ciencias y Artes debía concentrar todos los ramos de la enseñanza por lo que el decreto del 18 de julio significaba la extinción de la universidad pasando a formar parte del mencionado colegio, secularizándose. En ese  momento dejó de existir la facultad de teología mientras que la facultad de filosofía y artes subsistiría. La universidad, entonces, fue considerada la fase superior del organigrama del Colegio y se pasó a denominar «Universidad de San Simón» y fue inaugurada el 26 de julio de 1826 bajo el rectorado de José Feijoó. Los trastornos políticos y la escasez de fondos pusieron durante los primeros años de la república en una situación de grave crisis siendo raros los grados otorgados. De 1853 a 1858 no se confirió ni un solo grado a la par que no suministraba ninguna enseñanza y de 1866 a 1896 tuvo una vida accidentada. 
Al trasladarse el Colegio de Ciencias y Artes al local del Colegio de la Transfiguración, la Universidad empezó a funcionar en dicho local con regularidad. Luego de la salida de Bolívar del Perú y la guerra que él mismo impulsó contra el Perú como presidente de la Gran Colombia, el Congreso del Perú expidió una ley del 10 de julio de 1828 restituyendo la Universidad de San Antonio Abad al Seminario de San Antonio Abad con carácter de universidad pública. La Facultad de Filosofía y Artes en 1855, durante el gobierno de Ramón Castilla, cambió su nombre a Facultad de Filosofía y Letras. 
En 1863, tras el traslado del Colegio de Ciencias y Artes al actual local ubicado en terrenos de la Orden Franciscana frente a la Plaza San Francisco, la Universidad retomó la posesión del local del antiguo Colegio de la Transfiguración ubicado en la plaza de Armas. Finalmente el 22 de marzo del 1865 se expidió decreto supremo ordenando que el Colegio de Ciencias y Artes brindara instrucción superior bajo la dependencia de la Universidad San Antonio Abad. En 1866 se modificó el decreto y se estableció que el Colegio de Ciencias se dedicara exclusivamente a la instrucción media regresando la Universidad a ser la única institución de educación superior en la ciudad. A raíz de la Guerra del Pacífico, la universidad dejará de recibir fondos del estado peruano y hasta 1887 prácticamente no tendrá ninguna actividad oficial siendo que las reuniones entre alumnos y catedráticos se hacían en la esfera privada y, en todo el Cusco, no sumaban más de 40 o 50 estudiantes.  
Desde 1896 hasta 1945, la universidad vivirá lo que Tamayo Herrera califica como su «edad de oro» donde tuvo una existencia normal, casi ininterrumpida de no ser por la huelga estudiantil en 1909, y adquirió prestigio académico incluso fuera del Perú. En 1896 es elegido como rector Eliseo Araujo quien inició una reorganización de la universidad que, hasta entonces, aun mantenía un funcionamiento escolástico casi colonial. Estos cambios, sin embargo, se dieron aunque aun dentro de un ambiente elitista pero, no obstante ello, la universidad funciona, imparte clases y otorga grados, situación muy distinta a la que se vivió casi todo el siglo XIX. La universidad, bajo el rectorado de Araujo, se convierte en un centro de expansión del Krausismo. Hacia 1907, la universidad aun es una institución reducida con 111 alumnos y 15 personas dedicadas a su administración. 

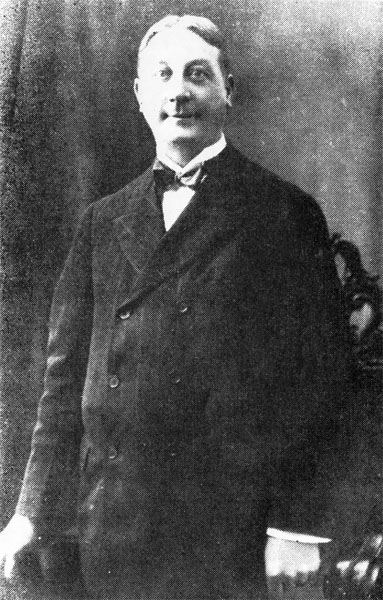
Albert Giesecke, rector de la universidad de 1910 a 1923.

En 1909, se produce una reacción estudiantil contra lo atrasado de la enseñanza y el acusado nepotismo que se vivía en ella. En marzo de ese año se funda la Asociación Universitaria que agrupaba a los alumnos y el 7 de mayo de 1909 se dio una reunión del Consejo Universitario en el que, por primera vez, un alumno —miembro de la asociación— pidió la palabra. Luis E. Valcarcel, citado por Tamayo Herrera, dirá que sonó un tiro de revólver del alumno anarquista Manuel Jesús Urbina. Tras el caos, los alumnos se declararon en huelga y las actividades de la universidad fueron recesadas por todo ese año. La opinión pública apoyó la revuelta y ocasionó la renuncia del rector Araujo quien fue sucedido por Albert Giesecke. Otro de los efectos generados por la huelga fue la articulación de lo que se denominó la «Escuela Cusqueña» refiriéndose a una generación de alumnos que se agruparon en torno al regionalismo, el indigenismo y el descentralismo. Tamayo Herrera señala que es la generación más brillante que se produjo en el Cusco durante el siglo XX y la que tuvo y periodo de influencia más largo. Se artículo mediante la revista "La Sierra" y entre sus miembros se cuentan a Luis E. Valcarcel, Humberto Luna, Felix Cosío Medina, José Uriel García, Miguel Corazao, Francisco Tamayo, José Mendizábal, Rafael Aguilar y Luis Rafael Casanova.
Bajo el rectorado de Giesecke se alentó el estudio al pasado incaico e indígena y reglamentó que las tesis debían tratar temas propios, originales y referidos a la realidad regional. Esta norma rigió hasta 1950. Fundó la Revista universitaria, enriqueció la biblioteca e integró a la universidad a la vida de la ciudad. En 1912 impulsó la realización del censo del Cusco, el primero que se realizó con métodos científicos. Realizó y promovió viajes de estudio a las provincias del Cuzco. Logró la creación en la  universidad de la escuela de Agronomía, planeó una sección nocturna para la universidad, propició la protección de los monumentos arqueológicos y envió a maestros cusqueños a universidades del extranjero. Giesecke ocupó el cargo de rector hasta 1923 y durante su rectorado no hubo un solo incidente en la universidad. El prestigio de la universidad en el país creció y personajes como el futuro presidente del Perú José Luis Bustamante y Rivero y Victor Raúl Haya de la Torre viajaron al Cuzco para llevar cursos en la Universidad San Antonio. Ambos estuvieron en Cuzco entre 1917 y 1918.
Ha sido alma mater de dos presidentes de la República del Perú, José Luis Bustamante y Rivero, quien fuera además presidente de la Corte Internacional de Justicia, y Valentín Paniagua Corazao. También ha sido alma mater de Francisco Xavier de Luna Pizarro, presidente del Primer Congreso Constituyente del Perú y gestor de la primera constitución de la República del Perú.

## Organización

### Gobierno
Actualmente, los órganos de gobierno de la universidad son:
- Rectorado
- Consejo Universitario
- Asamblea Universitaria

### Áreas académicas
La Universidad Nacional de San Antonio Abad del Cusco cuenta con 10 facultades en la actualidad, en las que ofrece 42 programas de pregrado, 38 maestrías y 2 doctorados.
| Facultad                                                  | Escuela Profesional         |
| --------------------------------------------------------- | --------------------------- |
| Arquitectura e Ingeniería Civil                           | Arquitectura y Urbanismo    |
| Arquitectura e Ingeniería Civil                           | Ingeniería civil            |
| Ciencias                                                  | Química                     |
| Ciencias                                                  | Física                      |
| Ciencias                                                  | Matemática                  |
| Ciencias                                                  | Biología                    |
| Ciencias administrativas, contables, económicas y turismo | Ciencias administrativas    |
| Ciencias administrativas, contables, económicas y turismo | Contabilidad                |
| Ciencias administrativas, contables, económicas y turismo | Economía                    |
| Ciencias administrativas, contables, económicas y turismo | Turismo                     |
| Ciencias agrarias                                         | Agronomía                   |
| Ciencias agrarias                                         | Zootecnia                   |
| Ciencias agrarias                                         | Ingeniería forestal         |
| Ciencias agrarias                                         | Agronomía tropical          |
| Ciencias agrarias                                         | Ingeniería Agropecuaria     |
| Ciencias agrarias                                         | Medicina Veterinaria        |
| Ciencias de la salud                                      | Medicina humana             |
| Ciencias de la salud                                      | Odontología                 |
| Ciencias de la salud                                      | Farmacia y bioquímica       |
| Ciencias de la salud                                      | Enfermería                  |
| Ciencias de la salud                                      | Obstetricia                 |
| Ciencias de la salud                                      | Psicología                  |
| Derecho y ciencias sociales                               | Derecho                     |
| Derecho y ciencias sociales                               | Antropología                |
| Derecho y ciencias sociales                               | Arqueología                 |
| Derecho y ciencias sociales                               | Historia                    |
| Derecho y ciencias sociales                               | Psicología y Filosofía      |
| Educación y Ciencias de la Comunicación                   | Educación Secundaria        |
| Educación y Ciencias de la Comunicación                   | Educación Primaria          |
| Educación y Ciencias de la Comunicación                   | Ciencias de la Comunicación |
| Ingeniería eléctrica, electrónica, informática y mecánica | Ingeniería eléctrica        |
| Ingeniería eléctrica, electrónica, informática y mecánica | Ingeniería electrónica      |
| Ingeniería eléctrica, electrónica, informática y mecánica | Ingeniería mecánica         |
| Ingeniería eléctrica, electrónica, informática y mecánica | Ingeniería informática      |
| Ingeniería de procesos                                    | Ingeniería química          |
| Ingeniería de procesos                                    | Ingeniería petroquímica     |
| Ingeniería de procesos                                    | Ingeniería agroindustrial   |
| Ingeniería geológica, minas y metalúrgica                 | Ingeniería geológica        |
| Ingeniería geológica, minas y metalúrgica                 | Ingeniería de minas         |
| Ingeniería geológica, minas y metalúrgica                 | Ingeniería metalúrgica      |

## Sedes e infraestructura

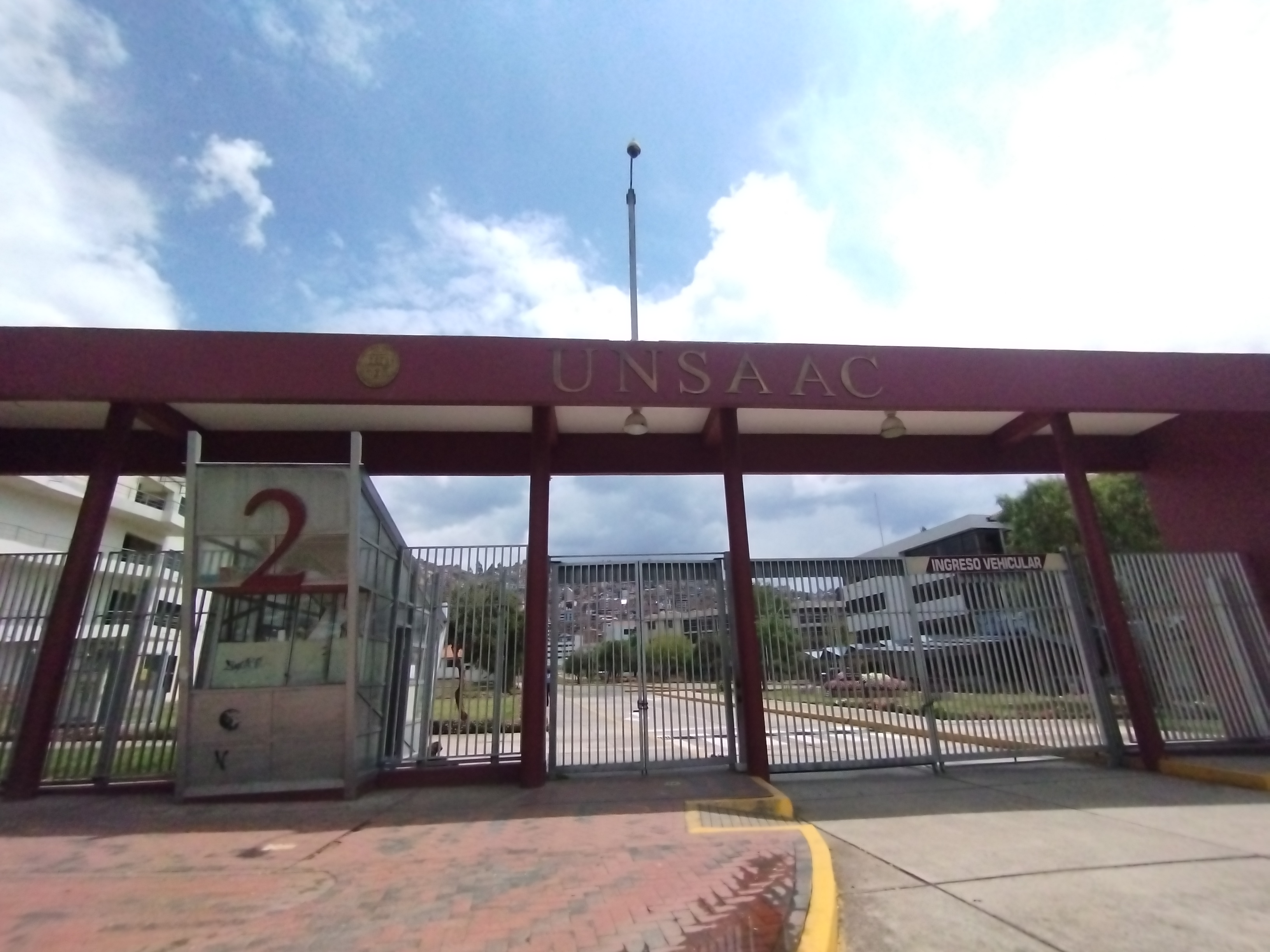

La Universidad Nacional de San Antonio Abad del Cusco cuenta con una regular infraestructura física en la ciudad del Cuzco, así como también cuentan con un nivel de infraestructura regular las sedes de Sicuani, Yauri, Yanaoca, Santo Tomás y Marangani, Andahuaylas y Puerto Maldonado; todas ellas destinadas a las actividades académicas, de investigación, proyección social y a las labores de prestación de servicios y administración.
En la ciudad de Cuzco tiene los siguientes locales:
- Ciudad Universitaria de Perayoc
- Paraninfo Universitario
- Casona Calle Tigre
- Granja Kayra
- Casona de la Calle Arones

## Investigación
El Vicerrectorado de Investigación, es el organismo de más alto nivel en la universidad en el ámbito de la investigación, está encargado de orientar, coordinar y organizar los proyectos y actividades que se desarrollan a través de las diversas unidades académicas, organiza la difusión del conocimiento y promueve la aplicación de los resultados de las investigaciones, así como la transferencia tecnológica y el uso de las fuentes de investigación, integrando fundamentalmente a la universidad, la empresa y las entidades del estado, por ello y en cumplimiento de la Ley n.º 30220.

### Centros y institutos de investigación

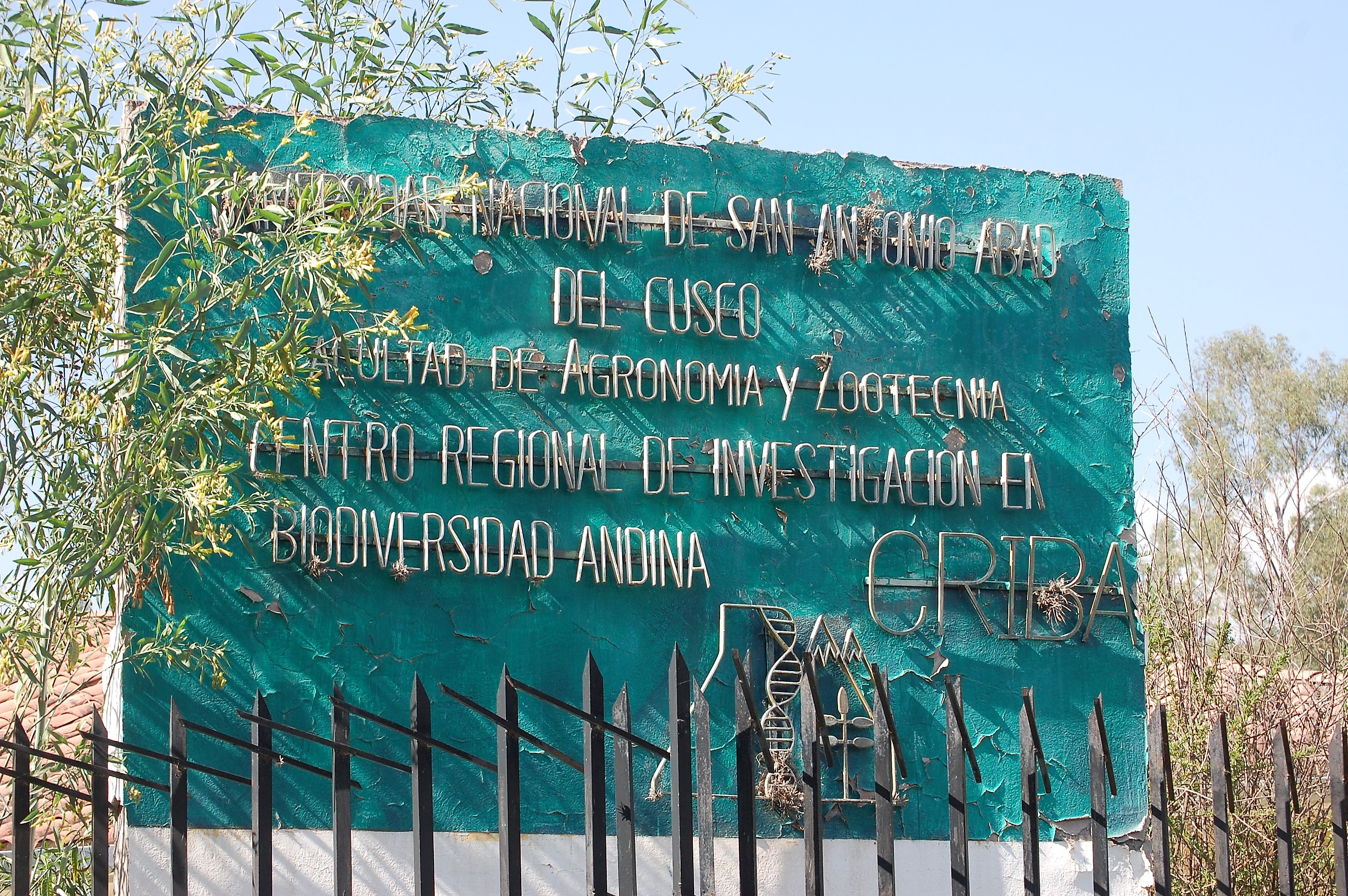
Centro Regional de Investigación en Biodiversidad Andina (CRIBA)

- Instituto de Investigación, Universidad y Región
- Instituto Universitario de Enfermedades Tropicales y Biomedicina del Cusco (IUETB)
- Centro de Investigación e Innovación de Ciencias Administrativas
- Centro de Investigación de Farmacia y Bioquímica (CIFYB)
- Centro de Investigación en Cambio Climático y Gestión Ambiental (CICCGA)
- Centro de Estudios de Plantas Alimenticias y Medicinales (CEPLAM)
- Centro de Investigación y Producción de Hongos Alimenticios y Medicinales (CIPHAM)
- Centro de Investigación e Innovación para el Desarrollo Turístico (CIIDTUR)
- Centro de Investigación del Departamento de Economía
- Centro Regional de Investigación en Biodiversidad Andina (CRIBA)

## Cultura

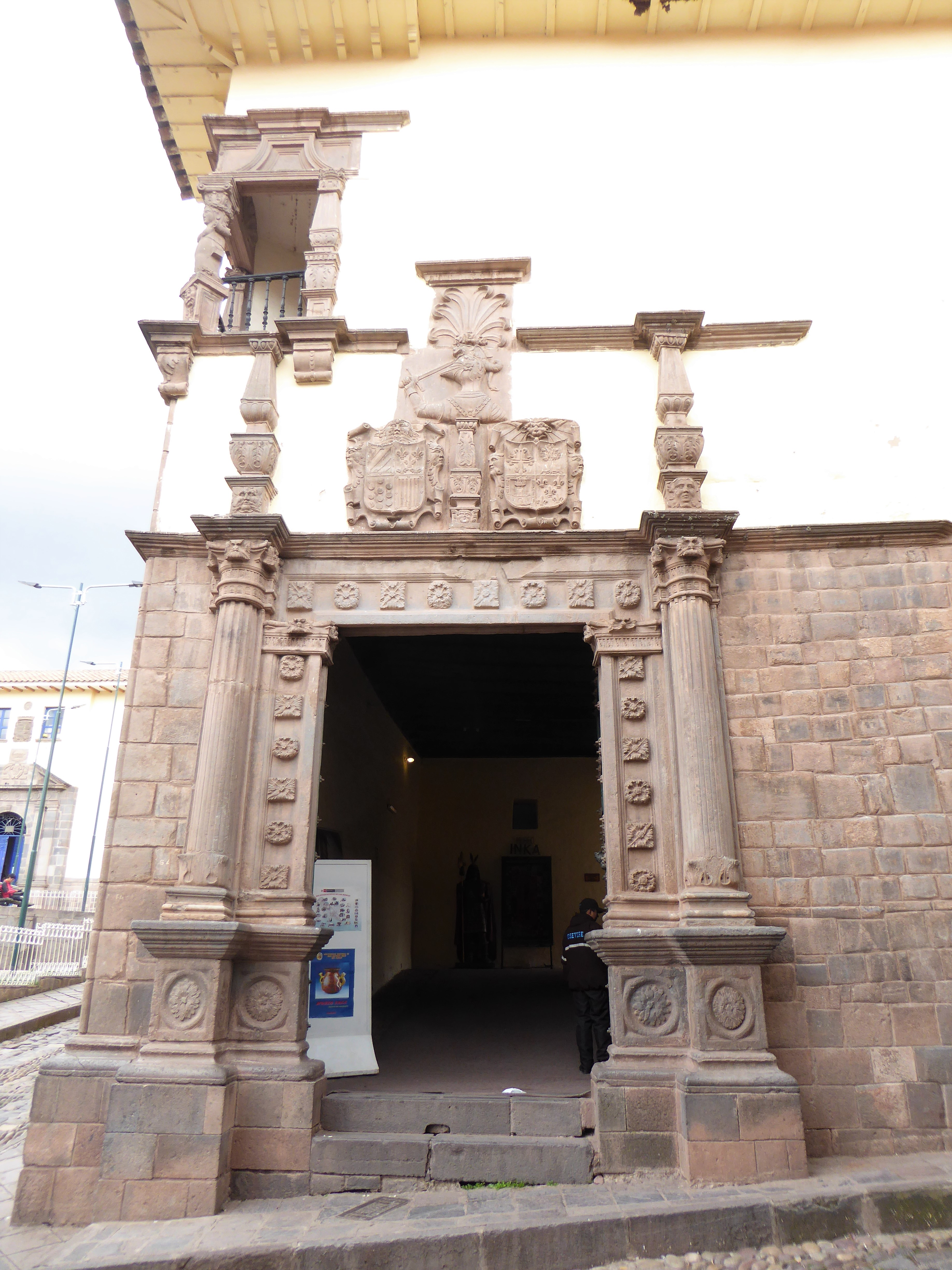
Museo Inka

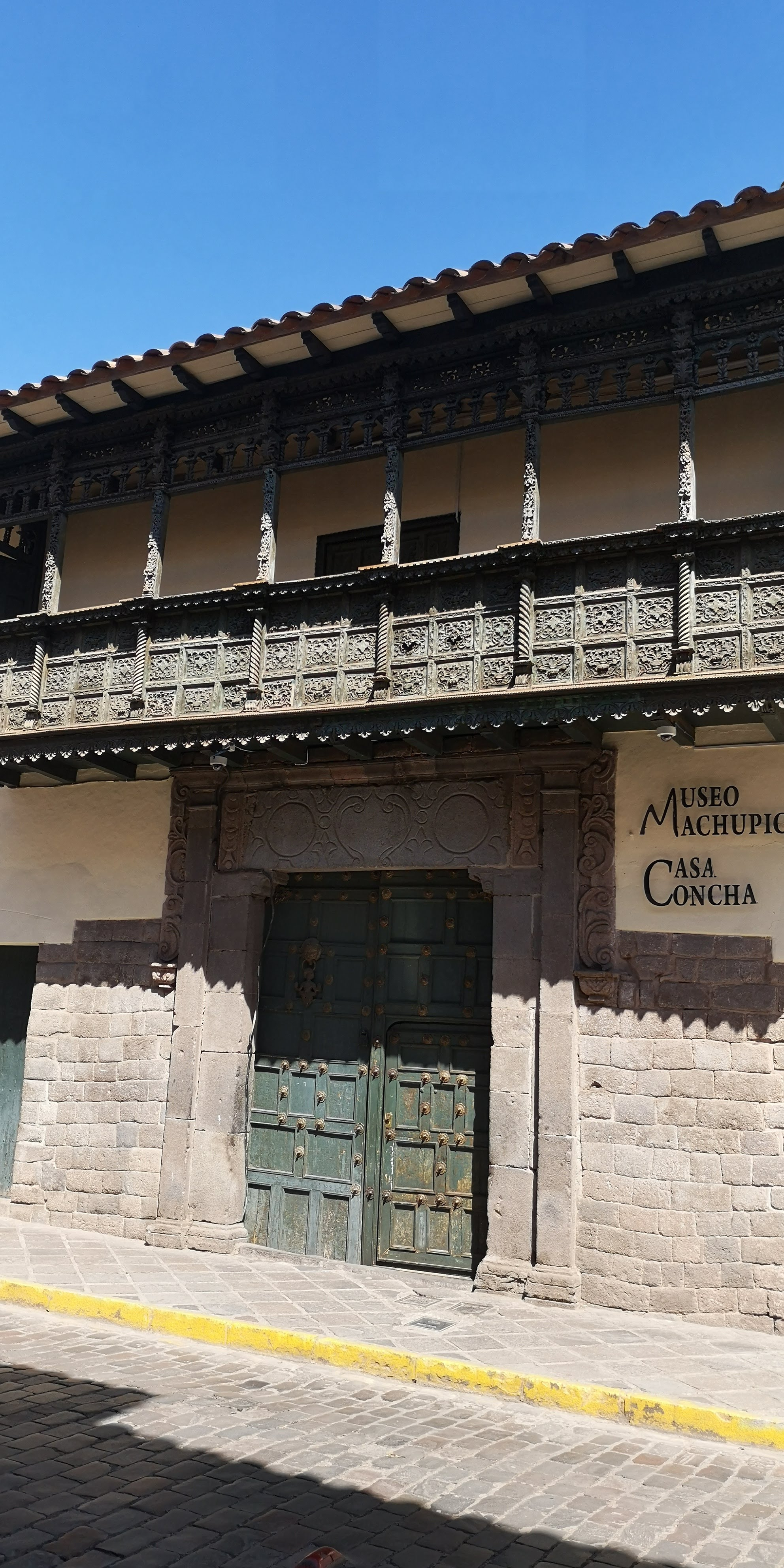
Casa Concha

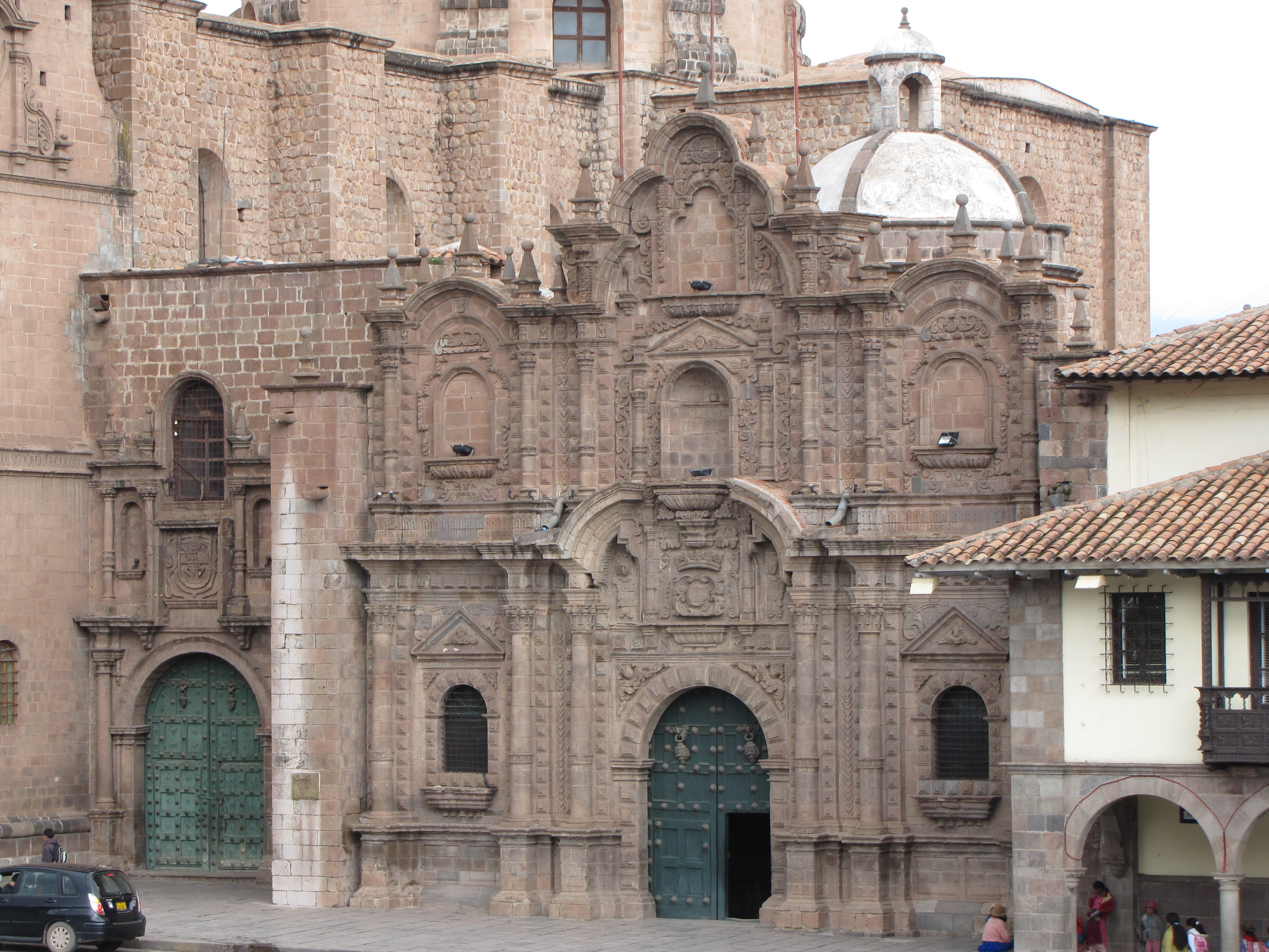
Paraninfo Universitario

La Universidad Nacional de San Antonio Abad del Cusco tiene bajo su administración dos museos en la ciudad de Cuzco, así como también un paraninfo abiertos al público en general, los cuales son:
- Museo Inka
- Casa Concha
- Paraninfo Universitario

## Servicios
Así mismo, la universidad cuenta con centros de producción para servir a la comunidad, entre los cuales destacan los siguientes:
- Centro de Idiomas
- Instituto de Sistemas
- Centro de Capacitación en Informática
- Clínica odontológica
- Laboratorio de cromatología
- Programa de Complementación Académica Magisterial

## Deportes
Dentro de la universidad se desarrollan competencias en múltiples disciplinas deportivas con regularidad, organizadas entre los estudiantes de las diferentes carreras profesionales. Para ello cuenta con infraestructura adecuada, dentro de la cual destaca el Estadio Universitario. Además, cuenta con equipos representativos en diferentes disciplinas deportivas, entre las que destaca el Club Universitario del Cusco.

## Rankings académicos
En los últimos años se ha generalizado el uso de rankings universitarios internacionales para evaluar el desempeño de las universidades a nivel nacional y mundial; siendo estos rankings clasificaciones académicas que ubican a las instituciones de acuerdo a una metodología científica de tipo bibliométrica que incluye criterios objetivos medibles y reproducibles, tomando en cuenta por ejemplo: la reputación académica, la reputación de empleabilidad para los egresantes, la citas de investigación a sus repositorios y su impacto en la web. Del total de 92 universidades licenciadas en el Perú, la Universidad Nacional San Antonio Abad del Cusco se ha ubicado regularmente dentro de los quince primeros lugares a nivel nacional en determinados rankings universitarios internacionales.